# Sœurdres
Sœurdres korábbi község Franciaország Loire mente régiójában, Maine-et-Loire megyében. 2016. december 15-én hat másik korábbi községgel egyesült és Les Hauts-d’Anjou új község része lett.
Lakosainak száma 416 fő (2018. január 1.). Sœurdres Cherré, Contigné, Marigné, Miré, Daon, Saint-Laurent-des-Mortiers és Saint-Michel-de-Feins községekkel határos.

## Népesség
A település népessége az elmúlt években az alábbi módon változott:
| Lakosok száma | 365  | 319  | 282  | 282  | 247  | 315  | 357  | 387  | 410  | 416  |
|               | 1968 | 1975 | 1982 | 1990 | 1999 | 2006 | 2011 | 2013 | 2017 | 2018 |